# Basilique Notre-Dame de la Paix

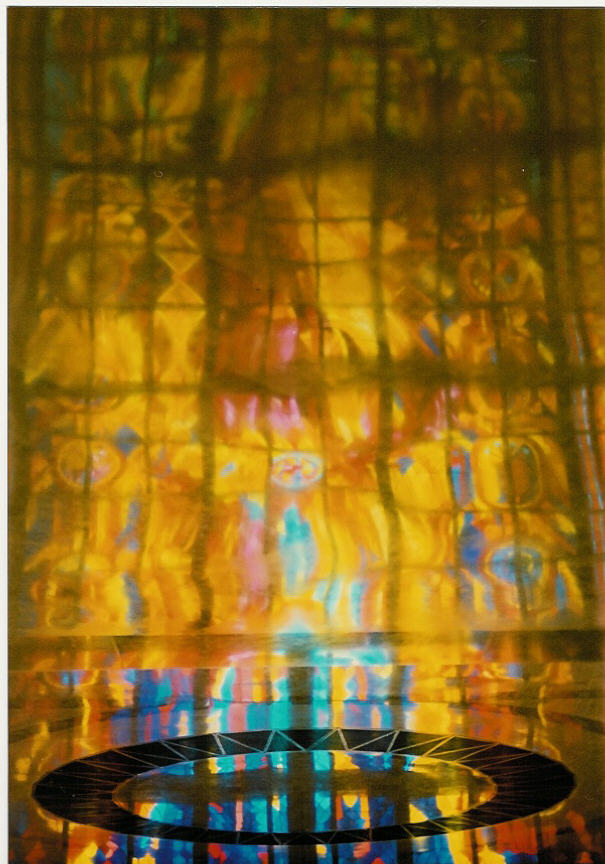
Reflectie van de glasramen

De Basilique Notre-Dame de la Paix de Yamoussoukro is een katholieke kerk in Yamoussoukro, de hoofdstad van Ivoorkust.
De basiliek werd gebouwd op initiatief van president Félix Houphouët-Boigny in zijn geboortestad. De basiliek werd in de periode 1985 tot 1989 in een recordtempo gebouwd en heeft 300 miljoen dollar gekost. Ivoorkust had een van de sterkste economieën van zwart Afrika, dankzij de export van cacao, maar tijdens de bouw ging de nationale economie in een recessie en de bouwkosten zouden naar verluidt de staatsschuld van het land hebben verdubbeld.
De basiliek werd ontworpen door Pierre Fakhoury, een Libanees-Ivoriaanse architect die zijn opleiding genoot aan de hogeschool Saint-Luc te Doornik. Het oorspronkelijke ontwerp was gebaseerd op de Sint-Pietersbasiliek in Vaticaanstad. Op 10 september 1990 werd de basiliek ingewijd door paus Johannes Paulus II. 
De kerk wordt bediend door de pallottijnen. In zijn nalatenschap voorzag Félix Houphouët-Boigny een stichting voor het onderhoud van de basiliek.
De basiliek is geen kathedraal. De nabijgelegen Sint-Augustuskathedraal is de zetel van de bisschop van Yamoussoukro.
Het Guinness Book of Records stelt dat de kerk de grootste is ter wereld. De basiliek heeft 7.000 vaste zitplaatsen, maar kan in totaal 18.000 bezoekers herbergen. Het gebouw is 158 meter hoog en is de hoogste koepelkerk en de op twee na hoogste kerk ter wereld.

## Interieur
De basiliek telt een gelijkvloers deel dat plaats kan bieden aan 18.000 mensen (7.000 gezeten en 11.000 staand), en drie verdiepingen. De basiliek is voorzien van airconditioning.
Het altaarkruis is 2,5 meter hoog en 1,5 meter breed. De doopvont wordt gevoed met water uit een bron drie meter onder de grond.
De basiliek telt 24 grote glasramen ontworpen door Olga Belgrant. Deze hebben een totale oppervlakte van 7.400 m².

### Standbeelden[3]
- Onze-Lieve-Vrouw van de Vrede: een standbeeld van de Italiaanse beeldhouwers Balduini en Flora, gebaseerd op een Mariabeeld in de Basiliek van Santa Maria Maggiore te Rome.
- Sint-Jozef als timmerman: een marmeren standbeeld in een zijkapel.
- Onze-Lieve-Vrouw van de Hele Wereld: een houten standbeeld van de Ivoriaanse beeldhouwer Soro Kolo.